# St. Johannes der Täufer (Amöneburg)

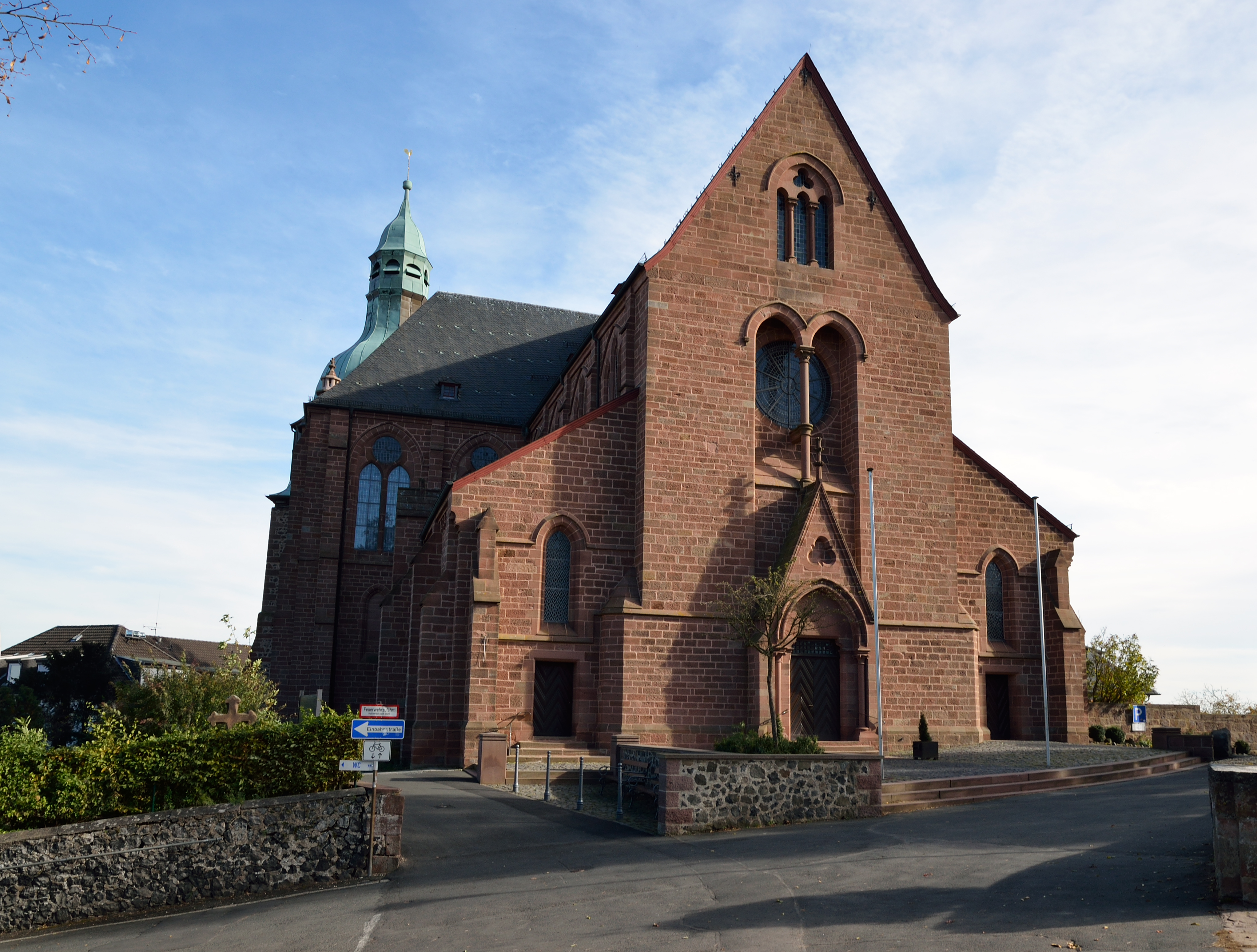
Kirche St. Johannes der Täufer

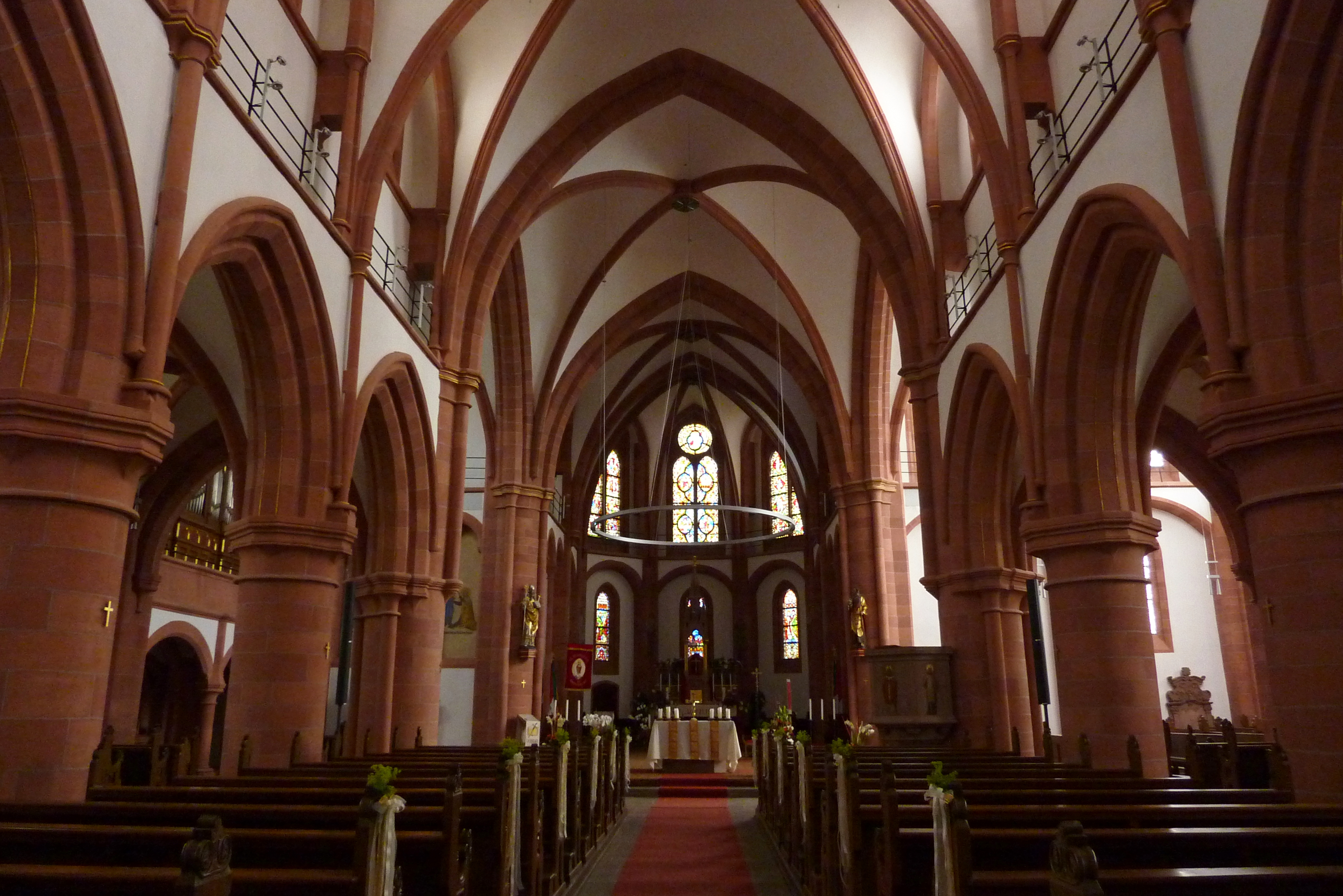
Innenansicht

Die katholische Pfarrkirche St. Johannes der Täufer in Amöneburg, einer Stadt im mittelhessischen Landkreis Marburg-Biedenkopf, wurde ursprünglich im 14. Jahrhundert errichtet. Die Kirche am Petrus-Musculus-Platz 1 ist ein geschütztes Baudenkmal. Sie liegt unmittelbar am Gipfel des 365 m hohen Bergs Amöneburg und ist daher bis weit ins Amöneburger Becken sichtbar.

## Geschichte
Der Turm ist der einzige Rest der 1360 gegründeten Stiftskirche. Das Stift wurde im Rahmen der Säkularisation im Jahre 1803 aufgehoben. Die heutige Kirche wurde 1865 bis 1871 nach einem Entwurf von Georg Gottlob Ungewitter (1820–1864) nach dessen Tod unter der Leitung von Peter Zindel (1841–1902) errichtet. 
Von Bonifatius im Jahre 721 gegründet, befand sich an gleicher Stelle ursprünglich ein Kloster, welches 732 um eine dem Erzengel Michael geweihte Kirche erweitert wurde. Das Kloster wurde vermutlich zu Beginn des 13. Jahrhunderts aufgelöst. Gegen Mitte/Ende desselben Jahrhunderts wurde eine dreischiffige gotische Hallenkirche neu errichtet. Die 1360 zur Stiftskirche ernannte Kirche erlitt während des Dreißigjährigen Krieges eine nahezu vollständig Beschädigung. Der Wiederaufbau, innen nun im Stil des Barock, wurde erst 1720 beendet. Aufgrund schwerer, im Zuge des Siebenjährigen Krieges zugefügter Schäden wurde diese Kirche 1862 abgerissen.
Die Kirchweihe der heutigen Pfarrkirche fand am 23. Dezember 1871 durch den Bischof von Fulda, Christoph Florentius Kött, statt.

## Architektur
Der Turm aus dem 14. Jahrhundert, an der Nordseite des Chores, wird von einem Haubenhelm bekrönt, der nach 1762 hinzugefügt wurde. Im Erdgeschoss des Turmes befindet sich die Sakristei und darunter ein Beinhaus aus dem 16. oder 17. Jahrhundert.
Die neugotische Kreuzbasilika besitzt einen dreiseitig geschlossenen Chor. Der Chor, die Vierung und die Seitenschiffe besitzen vierteilige, in Mittelschiff und den Querarmen sechsteilige Gewölbe.

## Ausstattung
Zwei Chorstühle und vier Bänke sind der Rest der ehemals barocken Ausstattung. Die Bleiglasfenster und der Orgelprospekt wurden nach Entwürfen von Carl Schäfer (1844–1908) im 19. Jahrhundert gefertigt.
In der Kirche befinden sich Grabsteine aus dem 17. bis 19. Jahrhundert.
Die Orgel wurde um 1975 von dem Orgelbauer Otto Hoffmann erbaut. Das Schleifladen-Instrument hat 28 Register auf zwei Manualwerken und Pedal. Die Spieltrakturen sind mechanisch, die Registertrakturen sind elektrisch.
| I Hauptwerk C–g3 |               |        |
| 01.              | Bordun        | 16'    |
| 02.              | Prinzipal     | 08'    |
| 03.              | Hohlflöte     | 08'    |
| 04.              | Oktave        | 04'    |
| 05.              | Flöte         | 04'    |
| 06.              | Superoktave   | 02'    |
| 07.              | Cornet V      | 08'    |
| 08.              | Mixtur III-IV | 01 ⁄3' |
| 09.              | Zimbel II-III | 02⁄3'  |
| 10.              | Trompete      | 08'    |
| 11.              | Clairon       | 04'    |
|                  | Tremulant     |        |

| II Oberwerk C–g3 |                |        |
| 12.              | Gedackt        | 08'    |
| 13.              | Salicional     | 08'    |
| 14.              | Prinzipal      | 04'    |
| 15.              | Rohrflöte      | 04'    |
| 16.              | Gemshorn       | 02'    |
| 17.              | Sesquialter II | 02 ⁄3' |
| 18.              | Scharff III    | 01'    |
| 19.              | Dulzian        | 16'    |
| 20.              | Schalmey       | 08'    |
|                  | Tremulant      |        |

| Pedalwerk C–f1 |               |        |
| 21.            | Subbaß        | 16'    |
| 22.            | Prinzipalbaß  | 08'    |
| 23.            | Gedecktbaß    | 08'    |
| 24.            | Choralbaß     | 04'    |
| 25.            | Koppelflöte   | 04'    |
| 26.            | Hintersatz IV | 02 ⁄3' |
| 27.            | Posaune       | 16'    |
| 28.            | Zink          | 04'    |

- Koppeln: II/I, I/P, II/P.
- Spielhilfen: 2 freie Kombinationen, Handregister, Pleno, Tutti, Auslöser

## Bleiglasfenster (19. Jahrhundert)

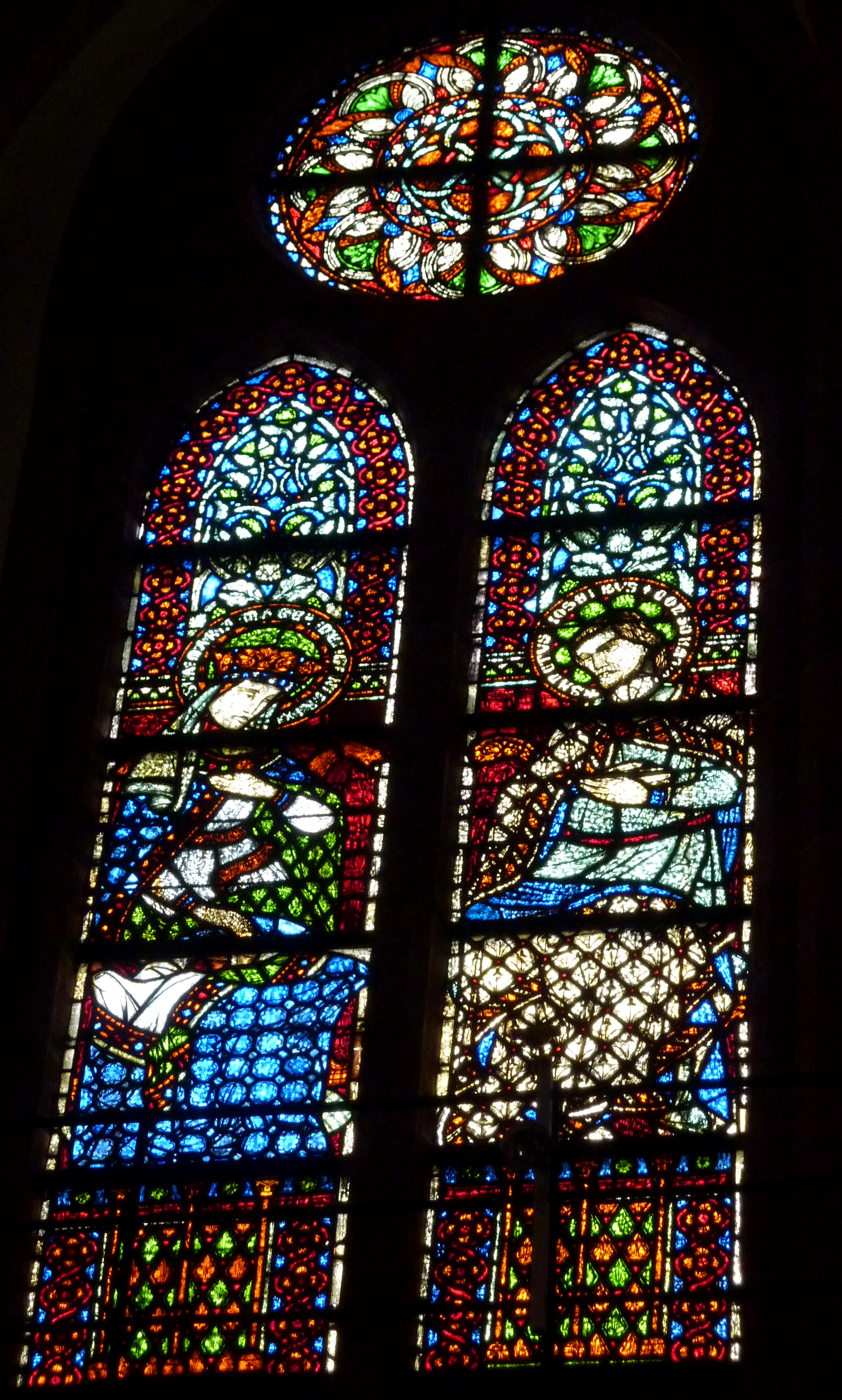
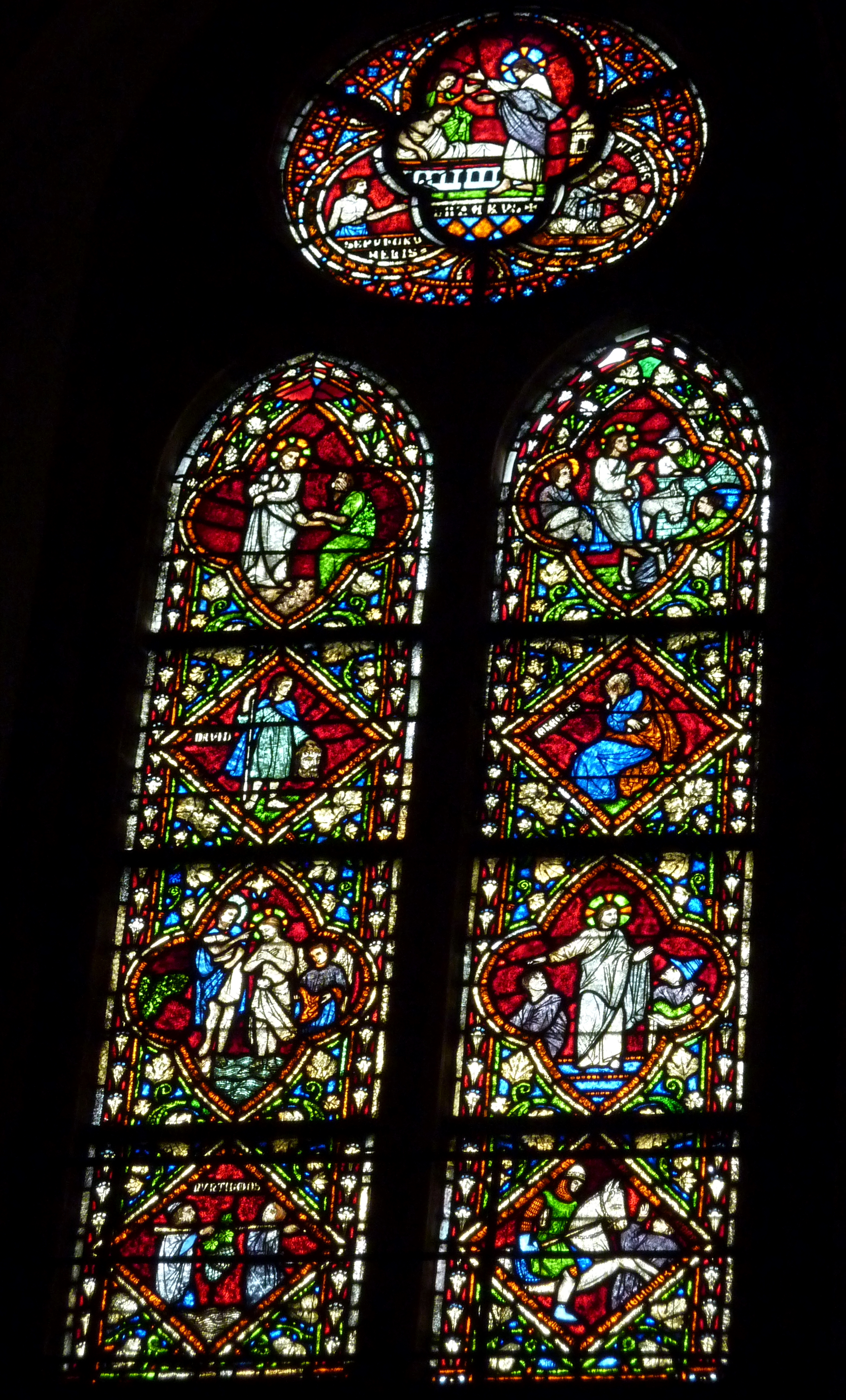
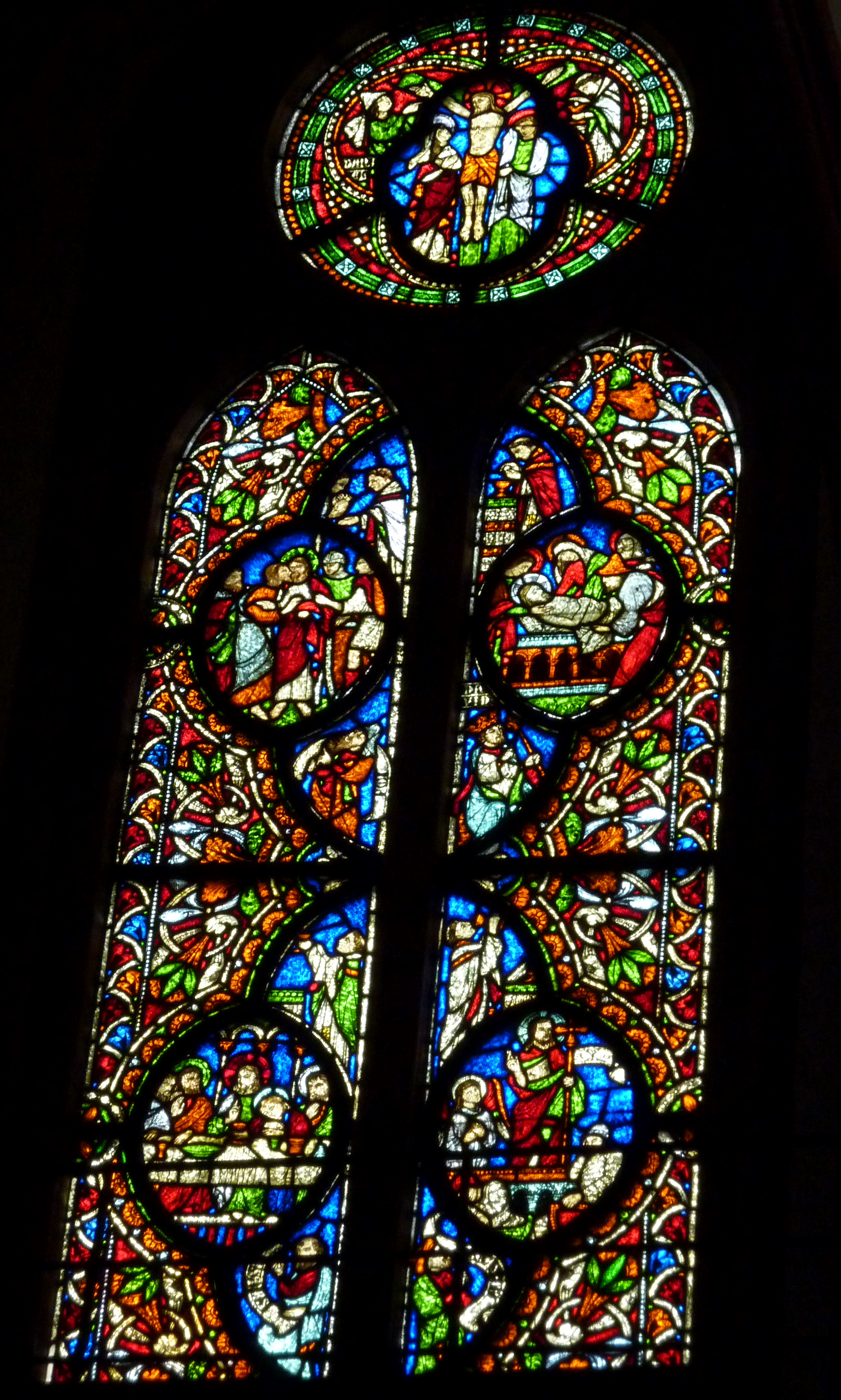
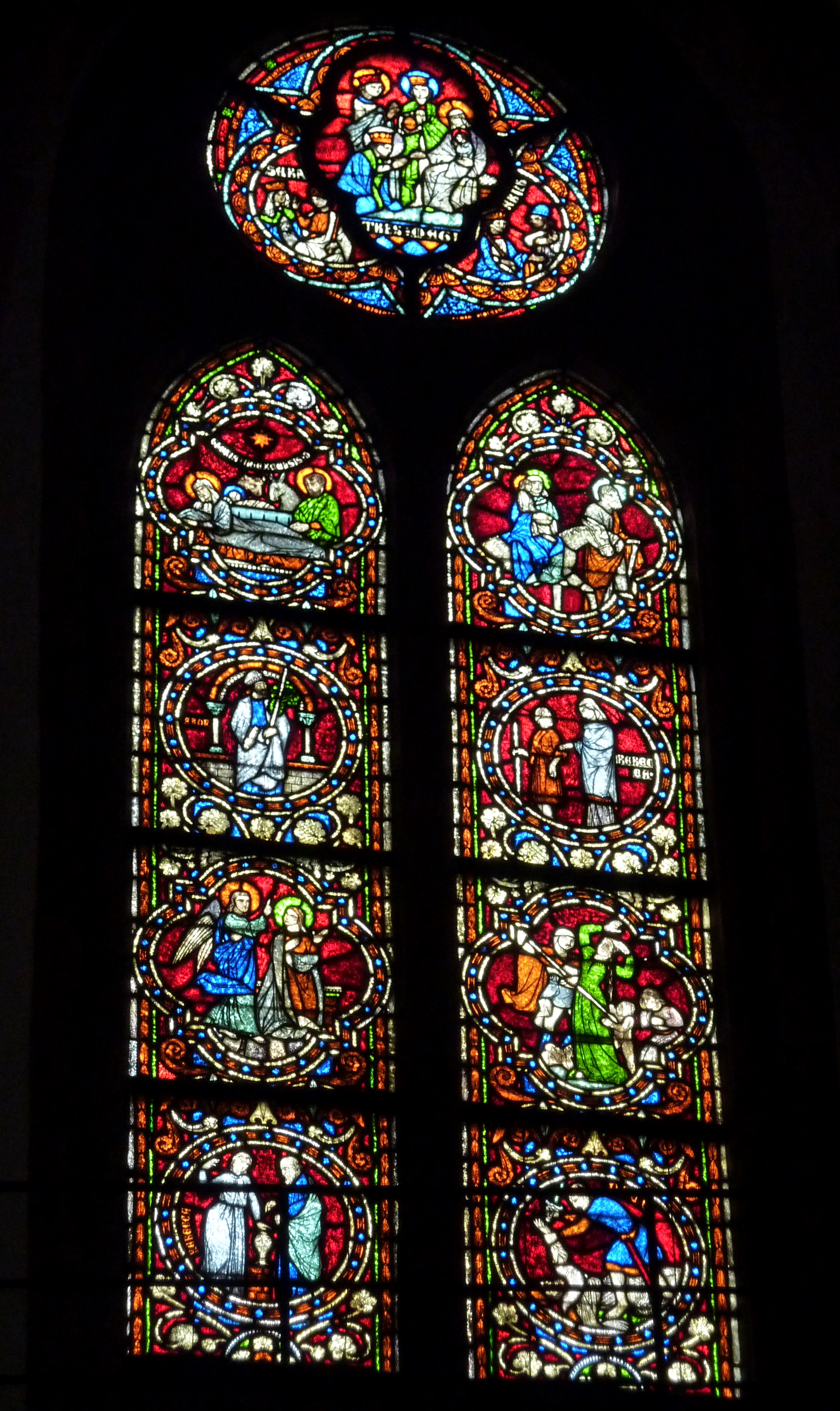